# Helaeomyia schildi
Helaeomyia schildi är en tvåvingeart som först beskrevs av Cresson 1944.  Helaeomyia schildi ingår i släktet Helaeomyia och familjen vattenflugor. Inga underarter finns listade i Catalogue of Life.